# شهرستان دنگکوو
شهرستان دنگکوو (به زبان مغولی: ᠳ᠋ᠧᠩᠺᠧᠦ ᠰᠢᠶᠠᠨ، به لاتین: Dėŋḵėü siyan، معادل سیریلیک: Дөнкоу шянь)(به چینی: 磴口县، به پین‌یین: Dèngkǒu Xiàn) یک شهرستان در چین است که در شهر در سطح ولایت بایان‌نوور واقع شده‌است.